# Accord de Montana
Der Accord de Montana (das  Montana-Abkommen) ist eine Übereinkunft, die am 30. August 2021 von zahlreichen zivilgesellschaftlichen und politischen Gruppierungen in Haiti unterzeichnet wurde, um nach der Ermordung von Präsident Jovenel Moïse im Juli 2021 eine neue Übergangsregierung zu bilden. Die Parteien des Abkommens stellten sich in Opposition zur Regierung von Premierminister Ariel Henry, der de facto auch die Befugnisse des Präsidenten ausübte.
Die Vereinbarung sah unter anderem vor, dass die Parteien des Abkommens eine inoffizielle Wahl organisieren, um einen Präsidenten zu bestimmen, der das Amt in einer Übergangsperiode ausüben soll. Am 30. Januar 2022 fand dieser Wahlvorgang statt, aus dem neben einem Übergangspräsidenten auch ein interimistischer Premierminister hervorging; beide konnten wegen der Weigerung von Ariel Henry, die Macht abzugeben, ihre Ämter nicht antreten.
Ariel Henry konnte sich auf die haitianische Verfassung, in der das gewählte Verfahren nicht vorgesehen ist, berufen.

## Hintergrund
Am 29. November 2016 wurde Jovenel Moïse zum Präsidenten der Republik gewählt. Da die Parlamentswahlen nicht rechtzeitig abgehalten werden konnten, regierte er ab Januar 2020 per Dekret. Am 7. Februar 2021 erklärte ein von der Verfassung nicht vorgesehener Conseil supérieur du pouvoir judiciaire („Oberster Rat der Judikative“) die Amtszeit des Präsidenten für beendet. Am selben Tag gab die Regierung bekannt, dass sie einen Putschversuch vereitelt habe. Am Tag darauf kündigte die Opposition an, den Richter Joseph Mécène Jean-Louis für eine zweijährige Übergangszeit zum Interimspräsidenten zu ernennen und während dieser Zeit im Rahmen einer nationalen Konferenz eine neue, auf Konsens beruhende Verfassung auszuarbeiten. Die mangels Wahlen gelähmten Verfassungsorgane waren nicht in der Lage, einen Plan zur Überwindung der Krise auszuarbeiten und zu verabschieden. Der Senat, der gesetzlich befugt ist, eine solche Situation zu lösen, war dazu nicht in der Lage, da nur noch ein Drittel der Senatoren im Senat vorhanden ist. Auch die Nationalversammlung kann seit Januar 2020 nicht mehr zusammentreten, da keine Parlamentswahlen stattgefunden haben. Am 7. Juli 2021 gab der amtierende Premierminister Claude Joseph bekannt, dass Jovenel Moïse in der Nacht vom 6. auf den 7. Juli gegen 1 Uhr morgens in seinem Haus ermordet worden war.
Die Nachfolge des Präsidenten war umstritten. Während die ursprüngliche Fassung der Verfassung von 1987 eine Nachfolge durch den Präsidenten des Kassationsgerichtshofs vorsah, war dieser am 23. Juni 2021 an Covid-19 verstorben und es gab noch keinen Nachfolger. Die Verfassung in ihrer Fassung von 2012 sieht eine Interimslösung durch den Ministerrat und anschließend die Wahl eines neuen Präsidenten durch die Nationalversammlung vor. Auch das Amt des Premierministers war zwischen Claude Joseph und Ariel Henry, der am 5. Juli ernannt worden war, umstritten.
Joseph Lambert, amtierender Präsident des Senats, erhielt am 9. Juli 2021 durch den Senat das Mandat, das Amt des Präsidenten der Republik übergangsweise zu übernehmen. Seine Ernennung wurde jedoch von dem amtierenden Premierminister Claude Joseph angefochten. Dies wurde von zahlreichen parlamentarischen Parteien unterstützt, darunter auch die PTHK des verstorbenen Präsidenten. Ariel Henry wurde darüber hinaus als Premierminister bestätigt. Seine für den 10. Juli geplante Amtseinführung wurde auf Druck der internationale Gemeinschaft unter Führung der Vereinigten Staaten verschoben.
Am 27. September 2021 wurde der provisorische Wahlrat (Conseil électoral provisoire; CEP) durch Premierminister Ariel Henry aufgelöst, was die Abhaltung von Wahlen auf unbestimmte Zeit unmöglich macht.

## Versuch der Wiederherstellung politischer Ordnung
Bereits vor der Ermordung von Jovenel Moïse am 7. Juli 2021 hatte es Vorschläge für einen Ausweg aus der politischen Krise des Landes gegeben.
Im Vordergrund standen im weiteren Verlauf drei Lösungswege:
1. Das sogenannte Abkommen vom 11. September, das zwischen Premierminister Ariel Henry und einem Teil der ehemaligen Opposition geschlossen wurde,
2. das PEN-Protokoll (Protocole d’entente nationale; PEN) der nationalen Verständigung, das hastig zwei Tage nach der Ermordung von Moïse für die beliebige Unterzeichnung ohne Diskussion aufgelegt wurde (Beobachter bezeichneten es als „Totgeburt“), und
3. das sogenannte Montana-Abkommen, ein Ergebnis mehrmonatiger Arbeit, das umfassende und konsensfähige Ziele und Handlungsoptionen enthält und das geeignet erscheint, den Staat neu zu gründen.[12]

Zentraler Inhalt des am 30. August 2021 unterzeichneten Montana-Abkommens ist der geregelte Übergang zu stabilen politischen Verhältnissen. Das Motto des Abkommens lautet: „Für eine haitianische Lösung der Krise“. Es wurde von 418 Organisationen der Zivilgesellschaft, 105 Bürgerbewegungen, 85 politischen Parteien und Gruppierungen und 313 Persönlichkeiten unterzeichnet.
Zur konkreten Ausführung der Absichten wurde am 12. Dezember 2021 im Hotel Montana, Petionville in Anwesenheit von Vertretern der Zivilgesellschaft, Parlamentariern (darunter Senator Joseph Lambert) und Mitgliedern des diplomatischen Corps das Comité National de Transition (Nationaler Übergangsrat; CNT) gebildet.
Dieser Rat sollte aus 52 Mitgliedern bestehen, die von den Parteien, politischen Gruppierungen und Organisationen der Zivilgesellschaft ernannt wurden, und hatte die Aufgabe, einen Übergangspräsidenten und einen Premierminister zu wählen.
Die Unterzeichner des PEN-Protokolls paraphierten am 11. Januar 2022 ein Dokument, mit dem sie dem Accord de Montana beitraten. Damit wurde ein entscheidender Schritt auf dem Weg zu einem umfassenden Konsens und der Beendigung des institutionelle Vakuums im Land getan. In diesem Dokument wird festgelegt, dass eine Übergangsregierung für zwei Jahre gewählt wird, die aus einem fünfköpfigen „Präsidialkollegium“ besteht. Dieses Kollegium besteht aus:
- dem Interimspräsidenten,
- dem Interimspremierminister (der ein Kabinett bildet, dem, Vertreter des Montana-Abkommens und des PEN-Protokolls angehören)
- einem Vertreter der bisherigen Regierung und
- zwei weiteren Mitgliedern, die von den Organisationen der Zivilgesellschaft benannt werden.

Diesem Kollegium muss mindestens eine Frau angehören.
Am 7. Februar 2022 wäre die Amtszeit des verfassungskonform gewählten, ermordeten Präsidenten Moïse abgelaufen. Zu diesem Termin sollte der CNT die  Übergangsführung Haitis bestimmt haben.

## Wahl
Am 30. Januar 2022 führten die Mitglieder des CNT im Hotel Kinam in Port-au-Prince die Wahl durch.
Der ehemalige Premierminister Fritz Jean (Inite) gewann mit über 62 % der abgegebenen Stimmen gegen dein einzigen anderen Kandidaten (Edgard Leblanc, OPL). Er sollte zum Präsidenten der Republik gewählt werden und das Amt bis zum 7. Februar 2024 innehaben.
Premierminister sollte Steven Benoît (LAPEH) werden, der sich nur knapp gegen seine drei Mitbewerber durchsetzen konnte.
Ariel Henry erkannte die Wahl nicht an und weigerte sich, die Macht abzugeben. Damit scheiterte ein breit getragener Versuch, Haitis Instabilität zu überwinden.